# Copa do Nordeste 1994
Die Copa do Nordeste 1994, offiziell Taça Governador Geraldo Bulhoes, war die erste Austragung der Copa do Nordeste, eines regionalen Fußballpokalwettbewerbs in Brasilien, der vom nationalen Fußballverband CBF organisiert wurde. Es startete am 3. Dezember und endete am 15. Dezember 1994.

## Teilnehmer
Die 16 Teilnehmer kamen aus den Bundesstaaten Alagoas, Bahia, Ceará, Paraíba, Pernambuco und Rio Grande do Norte.
Die Teilnehmer waren:
| Bundesstaat         | Klub                    |
| ------------------- | ----------------------- |
| Alagoas             | CS Alagoano             |
| Alagoas             | AS Arapiraquense        |
| Alagoas             | Capela EC               |
| Alagoas             | Clube de Regatas Brasil |
| Alagoas             | EC Cruzeiro (AL)        |
| Bahia               | EC Bahia                |
| Bahia               | EC Vitória              |
| Ceará               | Fortaleza EC            |
| Ceará               | Guarany SC              |
| Paraíba             | Botafogo FC (PB)        |
| Paraíba             | Santa Cruz REC          |
| Pernambuco          | Náutico Capibaribe      |
| Pernambuco          | Santa Cruz FC           |
| Pernambuco          | Sport Recife            |
| Rio Grande do Norte | ABC Natal               |
| Rio Grande do Norte | América FC (RN)         |

## Gruppenphase
In der Gruppenphase traten die 16 Klubs in vier Gruppen mit je vier Klubs gegeneinander an. Die Klubs trafen nur einmal aufeinander. Die beiden besten Klubs einer Gruppe zogen ins Viertelfinale ein.

### Gruppe A
Alle Spiele fanden im Estádio Rei Pelé in Maceió statt. Hierbei auch zwei Spiele am selben Tag.
| Pl. | Verein             | Sp. | S | U | N | Tore    | Diff. | Punkte |
| --- | ------------------ | --- | - | - | - | ------- | ----- | ------ |
| 1.  | Botafogo FC (PB)   | 3   | 1 | 2 | 0 | 004:300 | +1    | 05     |
| 2.  | EC Bahia           | 3   | 0 | 3 | 0 | 004:400 | ±0    | 03     |
| 3.  | CS Alagoano        | 3   | 1 | 1 | 1 | 006:400 | +2    | 04     |
| 4.  | Náutico Capibaribe | 3   | 0 | 2 | 1 | 004:700 | −3    | 02     |

| 1. Spieltag (4. Dezember) |     |                    |
| Botafogo FC               | 1:1 | EC Bahia           |
| CS Alagoano               | 4:1 | Náutico Capibaribe |
| 2. Spieltag (7. Dezember) |     |                    |
| EC Bahia                  | 1:1 | Náutico Capibaribe |
| CS Alagoano               | 0:1 | Botafogo FC        |
| 3. Spieltag (9. Dezember) |     |                    |
| EC Bahia                  | 2:2 | CS Alagoano        |
| Náutico Capibaribe        | 2:2 | Botafogo FC        |

### Gruppe B
Alle Spiele fanden im Estádio Municipal Coaracy da Mata Fonseca in Arapiraca statt. Hierbei auch zwei Spiele am selben Tag.
| Pl. | Verein           | Sp. | S | U | N | Tore    | Diff. | Punkte |
| --- | ---------------- | --- | - | - | - | ------- | ----- | ------ |
| 1.  | Santa Cruz FC    | 3   | 2 | 0 | 1 | 006:400 | +2    | 06     |
| 2.  | EC Cruzeiro (AL) | 3   | 2 | 0 | 1 | 007:600 | +1    | 06     |
| 3.  | ABC Natal        | 3   | 1 | 1 | 1 | 007:600 | +1    | 04     |
| 4.  | AS Arapiraquense | 3   | 0 | 1 | 2 | 005:900 | −4    | 01     |

| 1. Spieltag (4. Dezember) |     |                  |
| AS Arapiraquense          | 3:3 | ABC Natal        |
| EC Cruzeiro               | 3:1 | Santa Cruz FC    |
| 2. Spieltag (6. Dezember) |     |                  |
| ABC Natal                 | 4:1 | EC Cruzeiro      |
| AS Arapiraquense          | 1:3 | Santa Cruz FC    |
| 3. Spieltag (8. Dezember) |     |                  |
| Santa Cruz FC             | 2:0 | ABC Natal        |
| EC Cruzeiro               | 3:1 | AS Arapiraquense |

### Gruppe C
Alle Spiele fanden im Estádio Rei Pelé in Maceió statt. Hierbei auch zwei Spiele am selben Tag.
| Pl. | Verein                  | Sp. | S | U | N | Tore    | Diff. | Punkte |
| --- | ----------------------- | --- | - | - | - | ------- | ----- | ------ |
| 1.  | Sport Recife            | 3   | 3 | 0 | 0 | 010:100 | +9    | 09     |
| 2.  | Clube de Regatas Brasil | 3   | 1 | 1 | 1 | 002:200 | ±0    | 04     |
| 3.  | Fortaleza EC            | 3   | 0 | 2 | 1 | 003:800 | −5    | 02     |
| 4.  | EC Vitória              | 3   | 0 | 1 | 2 | 001:500 | −4    | 01     |

| 1. Spieltag (3. Dezember) |     |              |
| Sport Recife              | 6:1 | Fortaleza EC |
| CRB                       | 1:0 | EC Vitória   |
| 2. Spieltag (6. Dezember) |     |              |
| Sport Recife              | 3:0 | EC Vitória   |
| Fortaleza EC              | 1:1 | CRB          |
| 3. Spieltag (8. Dezember) |     |              |
| EC Vitória                | 1:1 | Fortaleza EC |
| CRB                       | 0:1 | Sport Recife |

### Gruppe D
Alle Spiele fanden im Estádio Manoel Moreira in Capela (Alagoas) statt. Hierbei auch zwei Spiele am selben Tag.
| Pl. | Verein          | Sp. | S | U | N | Tore    | Diff. | Punkte |
| --- | --------------- | --- | - | - | - | ------- | ----- | ------ |
| 1.  | Guarany SC      | 3   | 1 | 2 | 0 | 005:400 | +1    | 05     |
| 2.  | América FC (RN) | 3   | 2 | 0 | 1 | 007:400 | +3    | 06     |
| 3.  | Santa Cruz REC  | 3   | 1 | 1 | 1 | 003:400 | −1    | 04     |
| 4.  | Capela EC       | 3   | 0 | 1 | 2 | 003:600 | −3    | 01     |

| 1. Spieltag (4. Dezember) |     |                |
| América FC                | 3:1 | Santa Cruz REC |
| Capela EC                 | 2:2 | Guarany SC     |
| 2. Spieltag (6. Dezember) |     |                |
| Guarany SC                | 2:1 | América FC     |
| Santa Cruz REC            | 1:0 | Capela EC      |
| 3. Spieltag (8. Dezember) |     |                |
| Santa Cruz REC            | 1:1 | Guarany SC     |
| Capela EC                 | 1:3 | América FC     |

## Turnierplan ab Viertelfinale
Alle Spiele vom Viertelfinale bis Finale fanden im Estádio Rei Pelé in Maceió statt. Hierbei auch immer zwei Spiele am selben Tag.
| Viertelfinale       | Viertelfinale | Viertelfinale |                           |                           | Halbfinale                | Halbfinale | Halbfinale |                  |                  | Finale           | Finale | Finale |
|                     |               |               |                           |                           |                           |            |            |                  |                  |                  |        |        |
| Alagoas             | CRB           | 2             |                           |                           |                           |            |            |                  |                  |                  |        |        |
| Ceará               | Guarany SC    | 0             |                           |                           |                           |            |            |                  |                  |                  |        |        |
|                     |               |               | Alagoas                   | CRB                       | 3                         |            |            |                  |                  |                  |        |        |
|                     |               |               |                           | Alagoas                   | Cruzeiro                  | 2          |            |                  |                  |                  |        |        |
| Paraíba             | Botafogo      | 0             |                           |                           |                           |            |            |                  |                  |                  |        |        |
| Alagoas             | Cruzeiro      | 1             |                           |                           |                           |            | Endspiel   | Endspiel         | Endspiel         |                  |        |        |
|                     |               |               | Alagoas                   | CRB                       | 0                         |            |            |                  |                  |                  |        |        |
|                     |               |               |                           | Pernambuco                | Sport Recife              | 0          |            |                  |                  |                  |        |        |
| Pernambuco          | Sport Recife  | 3             | (2:4 im Elfmeterschießen) | (2:4 im Elfmeterschießen) | (2:4 im Elfmeterschießen) |            |            |                  |                  |                  |        |        |
| Rio Grande do Norte | América       | 0             |                           |                           |                           |            |            |                  |                  |                  |        |        |
|                     |               |               | Pernambuco                | Sport Recife              | 1 (4 i.)                  |            |            |                  |                  |                  |        |        |
|                     |               |               |                           | Bahia                     | Bahia                     | 1 (3 E.)   |            | Spiel um Platz 3 | Spiel um Platz 3 | Spiel um Platz 3 |        |        |
| Bahia               | Bahia         | 2             |                           |                           |                           | Alagoas    | Cruzeiro   | 0                |                  |                  |        |        |
| Pernambuco          | Santa Cruz FC | 1             |                           |                           |                           |            | Bahia      | Bahia            | 6                |                  |        |        |
|                     |               |               |                           |                           |                           |            |            |                  |                  |                  |        |        |

### Viertelfinale
| Datum  |                  | Ergebnis |                         |
| ------ | ---------------- | -------- | ----------------------- |
| 10.12. | Sport Recife     | 3:0      | América FC (RN)         |
| 10.12. | Guarany SC       | 0:2      | Clube de Regatas Brasil |
| 10.12. | Botafogo FC (PB) | 0:1      | EC Cruzeiro (AL)        |
| 10.12. | Santa Cruz FC    | 1:2      | EC Bahia                |

### Halbfinale
| Datum  |                         | Ergebnis        |                  |
| ------ | ----------------------- | --------------- | ---------------- |
| 13.12. | Clube de Regatas Brasil | 3:2             | EC Cruzeiro (AL) |
| 13.12. | Sport Recife            | 1:1 (4:3 i. E.) | EC Bahia         |

### Spiel um Platz drei
| EC Bahia                                       | EC Bahia                                                                 | EC Cruzeiro (AL)                                                         | EC Cruzeiro (AL) |
| ---------------------------------------------- | ------------------------------------------------------------------------ | ------------------------------------------------------------------------ | ---------------- |
| EC Bahia                                       | \| 15. Dezember 1994 in Maceió (Estádio Rei Pelé) \| \| Ergebnis: 6:0 \| | \| 15. Dezember 1994 in Maceió (Estádio Rei Pelé) \| \| Ergebnis: 6:0 \| | EC Cruzeiro (AL) |
| EC Bahia                                       | Taílson (3), Rivelino (2), Tony Itiúba                                   |                                                                          | EC Cruzeiro (AL) |
| 15. Dezember 1994 in Maceió (Estádio Rei Pelé) |                                                                          |                                                                          |                  |
| Ergebnis: 6:0                                  |                                                                          |                                                                          |                  |

### Finale
| Clube de Regatas Brasil                        | Clube de Regatas Brasil | Sport Recife | Sport Recife |
| ---------------------------------------------- | --- | --- | ------------ |
| Clube de Regatas Brasil                        | \| 15. Dezember 1994 in Maceió (Estádio Rei Pelé) \| \| Ergebnis: 0:0, 2:4 i. E. \|                                                                         | \| 15. Dezember 1994 in Maceió (Estádio Rei Pelé) \| \| Ergebnis: 0:0, 2:4 i. E. \|                                                                                        | Sport Recife |
| Clube de Regatas Brasil                        | Vanderley – Cafezinho, Carlos Limoeiro, Bartô, Genílson – Jean Carlos, Lau, Wellington Barbosa – Thiago, Capitão, Marcelo Fumaça Cheftrainer: José Vergetti | Jefferson Rochembach – Givaldo, Sandro Barbosa, Adriano Teixeira, Dedé – Dário, Juninho, Chiquinho – Leonardo , Fabio, Zinho Reserve Saulo Cheftrainer: Givanildo Oliveira | Sport Recife |
| Clube de Regatas Brasil                        | Elfmeterschießen | | Sport Recife |
| Clube de Regatas Brasil                        | 1:1 Capitão Genílson Marcelo Fumaça 2:3 Carlos Limoeiro | 0:1 Sandro 1:2 Dedé Juninho Pernambucano 1:3 Saulo 2:4 Zinho | Sport Recife |
| 15. Dezember 1994 in Maceió (Estádio Rei Pelé) | | |              |
| Ergebnis: 0:0, 2:4 i. E.                       | | |              |

## Torschützenliste
| Pl. | Nat.        | Spieler | Klub            | Tore |
| --- | ----------- | ------- | --------------- | ---- |
| 1   | Brasilianer | Fabio   | Sport Recife    | 5    |
| 2   | Brasilianer | Taílson | EC Bahia        | 4    |
|     | Brasilianer | Bebeto  | América FC (RN) | 4    |